# Paul Reynaud
Paul Reynaud (Barcelonnette, 15 ottobre 1878 – Neuilly-sur-Seine, 21 settembre 1966) è stato un politico francese, Presidente del Consiglio di Francia dal 21 marzo al 16 giugno 1940.
Reynaud si oppose all'Accordo di Monaco del settembre 1938, quando la Francia e il Regno Unito cedettero alle proposte di Hitler per lo smembramento della Cecoslovacchia. Dopo lo scoppio della seconda guerra mondiale Reynaud divenne il penultimo primo ministro della Terza Repubblica nel marzo 1940. Fu anche vicepresidente dell'Alleanza Democratica Repubblicana. Reynaud fu primo ministro durante la sconfitta tedesca della Francia nel maggio e giugno 1940; si rifiutò con ostinazione di firmare un armistizio con la Germania, come capo del governo nel giugno 1940, tentò senza successo di salvare la Francia dall'occupazione tedesca nella seconda guerra mondiale e si dimise il 16 giugno. Dopo aver tentato senza successo di fuggire dalla Francia, venne arrestato dall'amministrazione di Philippe Pétain. Consegnato agli occupanti tedeschi nel 1942, venne imprigionato in Germania e successivamente in Austria fino alla liberazione nel 1945, dove venne liberato dopo la battaglia per il castello di Itter in cui il maggiore tedesco Josef Gangl, dichiarato eroe dalla resistenza austriaca, fu ucciso da una pallottola da un cecchino mentre metteva in salvo Reynaud.
Eletto alla Camera dei deputati nel 1946, divenne di nuovo una figura di spicco nella vita politica francese, ricoprendo diversi incarichi di governo. Fu a favore degli Stati Uniti d'Europa e partecipò alla stesura della Costituzione per la Quinta Repubblica, ma si dimise dal governo nel 1962 dopo un disaccordo con il presidente de Gaulle sulle modifiche al sistema elettorale.

## Biografia
Reynaud nacque a Barcelonnette, Alpes-de-Haute-Provence, figlio di Alexandre e Amelie (nata Gassier) Reynaud. Suo padre aveva fatto fortuna nell'industria tessile, permettendo a Paul di studiare legge alla Sorbona. Entrò in politica e venne eletto alla Camera dei deputati francese dal 1919 al 1924, in rappresentanza delle Basses-Alpes, e di nuovo dal 1928, in rappresentanza di un distretto di Parigi. Sebbene fosse stato eletto per la prima volta come parte del blocco conservatore Orizzonte Blu nel 1919, Reynaud poco dopo cambiò la sua affiliazione per il partito di centrodestra Alleanza Democratica Repubblicana, divenendone in seguito vicepresidente.
Negli anni '20 Reynaud si fece la fama di essere poco severo riguardo ai debiti di guerra tedeschi, in un momento in cui molti nel governo francese sostenevano condizioni più dure per la Germania. Negli anni '30, durante la Grande depressione, in particolare dopo il 1933, la posizione di Reynaud s'indurì contro i tedeschi in un momento in cui tutte le nazioni erano in difficoltà economica. Reynaud sostenne una forte alleanza con il Regno Unito e, a differenza di molti altri della destra francese, migliori relazioni con l'Unione Sovietica come contrappeso contro i tedeschi.
Reynaud ricoprì diversi incarichi di governo all'inizio degli anni '30, ma si scontrò con membri del suo partito dopo il 1932 sulla politica estera e di difesa francese. Nel giugno 1934 Reynaud difese alla Camera dei Deputati la necessità di svalutare il franco francese, la cui permanenza nel sistema aureo era sempre più dannosa per l'economia francese, ma in quegli anni l'opinione pubblica francese era contraria a qualsiasi svalutazione.
Non gli venne assegnata un'altra posizione di governo fino al 1938. Come Winston Churchill, Reynaud era un anticonformista nel suo partito e spesso si trovava da solo nelle sue richieste di riarmo e resistenza all'espansionismo tedesco. Reynaud era un sostenitore delle teorie di Charles de Gaulle sulla guerra meccanizzata in contrasto con le dottrine di difesa statica che erano in voga tra molti dei suoi connazionali, simboleggiate dalla Linea Maginot. Si oppose fermamente all'appeasement nel periodo precedente la seconda guerra mondiale. Si scontrò anche con il suo partito sulla politica economica, sostenendo la svalutazione del franco come soluzione ai problemi economici della Francia. Pierre-Étienne Flandin, il principale esponente dell'Alleanza Democratica Repubblicana, era d'accordo con alcune delle posizioni politiche chiave di Reynaud, in particolare sulla difesa del liberalismo economico. Il franco venne poi svalutato, in un intervallo compreso tra il 25% e il 34%, dal governo del Fronte popolare presieduto da Léon Blum il 1º ottobre 1936.

### Il ritorno al governo
Reynaud tornò al governo nel 1938 come ministro della Giustizia nel governo di Édouard Daladier. La crisi dei Sudeti, iniziata non molto tempo dopo la nomina di Reynaud, rivelò ancora una volta la divisione tra Reynaud e il resto dell'Alliance Démocratique; Reynaud si oppose fermamente all'abbandono dei cechi ai tedeschi, mentre Flandin riteneva che consentire alla Germania di espandersi verso est avrebbe inevitabilmente portato a un conflitto tra tedeschi e i sovietici che avrebbe indebolito entrambi. Reynaud espose pubblicamente la sua opinione e in risposta Flandin fece un opuscolo a Parigi per fare pressione sul governo affinché accettasse le richieste di Hitler. Reynaud di conseguenza lasciò il partito per diventare indipendente. Tuttavia, Reynaud aveva ancora il sostegno di Daladier, la cui "politica della fermezza" era molto simile alla nozione di deterrenza di Reynaud.
Reynaud, tuttavia, aveva sempre voluto il ministero delle Finanze. Era a favore di politiche economiche radicalmente liberali per far uscire l'economia francese dalla stagnazione, incentrate su un massiccio programma di deregolamentazione, inclusa l'eliminazione della settimana lavorativa di quaranta ore. Le sue proposte di ridurre le regole erano molto ben viste tra gli uomini d'affari francesi e Reynaud credeva che fosse il modo migliore per la Francia di riconquistare la fiducia degli investitori e uscire dalla stagnazione in cui era caduta l'economia. Il governo di Léon Blum cadde nel 1938 nel tentativo di espandere i poteri normativi del governo francese; c'era quindi un notevole sostegno nella politica francese per un approccio alternativo simile a quello di Reynaud.
Paul Marchandeau, la prima scelta di Daladier come ministro delle Finanze, propose un programma limitato di riforme economiche che non era soddisfacente per Daladier; Reynaud e Marchandeau si scambiarono i ministeri e Reynaud poté intraprendere le sue radicali riforme di liberalizzazione. Quando furono messe in pratica, il governo dovette affrontare uno sciopero generale di un giorno. Reynaud si rivolse alla comunità imprenditoriale francese, sostenendo che "viviamo in un sistema capitalista. Perché funzioni dobbiamo obbedire alle sue leggi. Queste sono le leggi dei profitti, del rischio individuale, del libero mercato e della crescita per concorrenza". Con Reynaud come ministro delle Finanze, la fiducia degli investitori tornò e l'economia francese si riprese.
Le riforme di Reynaud comportarono un massiccio programma di austerità (ma le spese per gli armamenti non vennero tagliate). Allo scoppio della guerra, tuttavia, Reynaud non era ottimista sull'economia francese; sentiva che il massiccio aumento della spesa che una guerra avrebbe comportato avrebbe stroncato la ripresa della Francia.
La destra francese era ambivalente sulla guerra tra la fine del 1939 e l'inizio del 1940, individuando nei sovietici piuttosto che nella Germania nazista la più grande minaccia a lungo termine. Daladier considerava la guerra con la Germania come la priorità maggiore e quindi si rifiutò di inviare aiuti ai finlandesi, che erano attaccati dall'URSS, allora legata da un patto alla Germania, nella guerra d'inverno. La notizia che i finlandesi avevano chiesto la pace nel marzo 1940 spinse Flandin e Pierre Laval a tenere sessioni segrete del parlamento che condannavano l'operato di Daladier; il governo cadde il 19 marzo. Reynaud divenne presidente del consiglio due giorni dopo.

### Il governo, le dimissioni e l'arresto

#### La nomina
Sebbene Reynaud godesse di sempre maggior sostegno, la Camera dei deputati approvò il suo governo di un solo voto, con l'astensione della maggior parte del suo stesso partito; più della metà dei voti per Reynaud provenivano dalla Sezione Francese dell'Internazionale Operaia (SFIO). Con così tanto sostegno da sinistra e con l'opposizione di molti partiti a destra, il governo di Reynaud era particolarmente instabile; molti a destra chiesero che Reynaud attaccasse non la Germania, ma l'Unione Sovietica. Daladier, che Reynaud riteneva personalmente responsabile della debolezza della Francia, era stato comunque nominato ministro della Difesa Nazionale e della Guerra del governo Reynaud. 
Uno dei primi atti di Reynaud fu la partecipazione ad una riunione del Consiglio supremo di guerra anglo-francese tenutasi a Londra il 28 marzo 1940, il cui risultato principale fu la firma di una dichiarazione congiunta con il primo ministro britannico Neville Chamberlain, che attestava che nessuno dei due dei due paesi avrebbe firmato una pace separata. Un comunicato congiunto dichiarava: «Entrambi i governi s'impegnano reciprocamente a non negoziare né concludere un armistizio o un trattato di pace durante la presente guerra se non di comune accordo. S'impegnano a mantenere dopo la conclusione della pace una comunità di azione per tutto il tempo necessario».
Il 15 giugno 1940 il governo francese respinse una proposta britannica, immaginata da Jean Monnet e difesa da De Gaulle, per l'unione dei due paesi. Reynaud abbandonò ogni idea di una "strategia di guerra lunga" basata sul logoramento. Con l'obiettivo di distogliere le attenzioni tedesche dalla Francia, Reynaud ipotizzava di espandere la guerra nei Balcani o nel nord Europa; fu determinante nel lancio della campagna anglo-francese in Norvegia, anche se finì con un fallimento. La decisione della Gran Bretagna di ritirarsi il 26 aprile spinse Reynaud a recarsi a Londra per esercitare personalmente pressioni sugli inglesi affinché resistessero e combattessero in Norvegia.

#### Lo sfondamento tedesco
La campagna di Francia iniziò meno di due mesi dopo che Reynaud era entrato in carica. La Francia venne gravemente colpita dall'attacco iniziale ai primi di maggio 1940 e Parigi era minacciata. Il 15 maggio, cinque giorni dopo l'inizio dell'invasione, Reynaud contattò Churchill e commentò con parole divenute celebri: "Siamo stati sconfitti, [...] siamo sconfitti; abbiamo perso la battaglia [....] Il fronte è sfondato vicino a Sedan." In effetti, tale era la situazione relativa all'equipaggiamento e al morale che Reynaud ricevette una cartolina trovata sul corpo di un ufficiale che si era suicidato a Le Mans. Dichiarava: "Mi sto suicidando, signor Presidente, per farle sapere che tutti i miei uomini sono stati coraggiosi, ma non si possono mandare uomini a combattere carri armati con i fucili."
Il 18 maggio Reynaud rimosse il comandante in capo Maurice Gamelin sostituendolo con Maxime Weygand.
Il 26 maggio, verso l'ora di pranzo, Reynaud partecipò ad un incontro a Londra con Churchill. Alle 14 Churchill riferì al Governo di Guerra che Reynaud aveva dichiarato che la situazione militare francese era senza speranza, che non aveva intenzione di firmare una pace separata con la Germania, ma che avrebbe potuto essere costretto a dimettersi e che altri membri del governo francese avrebbero potuto firmare un tale trattato. A questo punto Churchill disse a Reynaud che non escludeva del tutto colloqui con Mussolini (l'Italia era ancora neutrale). Il ministro degli Esteri Lord Halifax incontrò Reynaud più tardi nel pomeriggio, prima del ritorno di quest'ultimo in Francia. Questo fu l'inizio della crisi del governo di guerra del maggio 1940 britannica, in cui Halifax era a favore di quella che venne eufemisticamente descritta come "l'opzione Reynaud": rivolgersi agli italiani per vedere se si potevano negoziare termini di pace accettabili, forse rinunciando a qualche Territorio britannico nel Mediterraneo. Halifax venne però contraddetto da Churchill.
Il 28 maggio Churchill inviò un telegramma a Reynaud affermando che non ci sarebbe stato alcun avvicinamento a Mussolini in quel momento ma lasciando comunque aperta la possibilità. Mussolini aveva respinto un approccio del presidente Roosevelt lungo le linee suggerite da Gran Bretagna e Francia. Il 28 maggio si apprese che l'Italia stava progettando di entrare in guerra a fianco della Germania, cosa che sarebbe avvenuta il 10 giugno.
All'inizio di giugno Charles de Gaulle, che Reynaud aveva a lungo sostenuto e uno dei pochi comandanti francesi ad aver combattuto con successo i tedeschi nel maggio 1940, venne promosso a generale di brigata e nominato sottosegretario alla guerra.

#### Il sostegno all'armistizio e le dimissioni di Reynaud
Reynaud ebbe qualche esitazione al suo ritorno da Londra il 26 maggio, ma per il resto volle continuare a combattere. Tuttavia, non riuscì a convincere molti dei suoi colleghi. L'Italia entrò in guerra il 10 giugno; quello stesso giorno, il comandante in capo, il generale Weygand, entrò nell'ufficio di Reynaud e chiese un armistizio. Verso le 23 quella notte Reynaud e de Gaulle lasciarono Parigi per Tours; il resto del governo li seguì il giorno successivo. De Gaulle non riuscì a convincere Reynaud a rimuovere Weygand.
Alla conferenza anglo-francese al castello del Muguet, a Briare, l'11 e 12 giugno, Churchill esortò i francesi a continuare a combattere, sia in Bretagna che nel Nord Africa francese, o con la guerriglia, incontrando una forte opposizione da parte del vice primo ministro, il maresciallo Pétain. Alla riunione di governo della sera del 12 giugno era chiaro che c'era una crescente tendenza verso un armistizio e si decise di trasferirsi a Bordeaux piuttosto che in una Bretagna fortificata.
Alla successiva conferenza anglo-francese a Tours il 13 giugno, Reynaud chiese che la Francia fosse svincolata dall'accordo che aveva fatto con il primo ministro Neville Chamberlain nel marzo 1940, in modo che la Francia potesse chiedere un armistizio. Churchill disse di "capire" l'azione francese ma (contrariamente alle successive affermazioni di aver approvato) di non essere d'accordo. Alla riunione di governo di quella sera (Churchill era tornato a Londra piuttosto che rivolgersi al governo francese come aveva desiderato Reynaud) Pétain sostenne con forza la richiesta di Weygand per un armistizio e disse che sarebbe rimasto lui stesso in Francia per condividere le sofferenze del popolo francese e per iniziare la rinascita nazionale. Il presidente Albert Lebrun respinse le dimissioni di Reynaud il 13 giugno.
Edward Spears ha documentato che Reynaud era, dalla sera del 13 giugno, in grande agitazione. Paul Baudouin e Marie-Joseph Paul de Villelume si erano rivolti a Reynaud per cercare un armistizio con la Germania, così come la sua amante, la contessa Hélène de Portes, una simpatizzante fascista. Il 14 giugno Villelume e de Portes convocarono il diplomatico statunitense Anthony Joseph Drexel Biddle e dichiararono che la Francia non aveva altra alternativa che cercare un armistizio e che stavano parlando a nome di Reynaud, anche se Biddle non credette loro.
Alla riunione del 15 giugno, Reynaud esortò il governo ad adottare l'esempio olandese, con l'esercito che avrebbe deposto le armi in modo che la lotta potesse continuare dall'estero; Pétain era favorevole. Pétain venne mandato a parlare con il generale Weygand (che stava aspettando fuori, poiché non era un membro del governo). Weygand lo convinse che questa sarebbe stata una resa vergognosa. Chautemps suggerì quindi una proposta transitoria, cioè di chiedere quali potessero essere i termini di un armistizio. Il governo votò 13-6 per la proposta di Chautemps. Reynaud cercò di dimettersi immediatamente ma il presidente della Repubblica Lebrun gli urlò contro. L'ammiraglio Darlan, che si era opposto a un armistizio fino al 15 giugno, ora acconsentì, a condizione che la flotta francese fosse tenuta fuori dalle mani tedesche. Il 15 giugno Reynaud gettò due bicchieri d'acqua su de Portes a cena; un telegramma chiave era stato trovato nel letto di lei dopo che era stato sottratto.
Il 16 giugno de Portes continuava a mettere la testa fuori dalla porta durante una riunione e diplomatici statunitensi testimoniarono che andava e veniva costantemente dall'ufficio di Reynaud. La risposta del presidente Roosevelt alla richiesta di informazioni di Reynaud, che affermava che avrebbe potuto fare poco per aiutare senza l'approvazione del Congresso, venne ricevuta la mattina di domenica 16 giugno. Quella mattina arrivò anche il telegramma di Churchill, che accettava un armistizio a condizione che la flotta francese fosse spostata nei porti britannici, una proposta inaccettabile per Darlan, che sosteneva che avrebbe lasciato la Francia senza difese. De Gaulle era a Londra quel pomeriggio per parlare della prevista Unione franco-britannica, una proposta di vasta portata e sorprendente che Churchill e i suoi consiglieri avevano frettolosamente messo insieme, in uno sforzo disperato per sostenere Reynaud contro i suoi ministri, orientati all'armistizio, e mantenere la Francia - ma soprattutto la sua vasta flotta navale - nella guerra dalla parte della Gran Bretagna. Fu De Gaulle a telefonare a Reynaud per informarlo che il governo britannico aveva accettato, riferendo che era imminente "una dichiarazione clamorosa", che equivaleva ad una proposta nientemeno che l'unione delle due nazioni in un unico governo franco-britannico. Il tempo era disperatamente breve e De Gaulle finì per dettare la "Dichiarazione di Unione" a uno stupito e gratificato Reynaud al telefono, parola per parola, in modo che Reynaud potesse presentarla al suo governo quello stesso pomeriggio nel tentativo di respingere l'armistizio. Ciò che Reynaud non sapeva era che il generale Weygand aveva incaricato spie dell'esercito d'intercettare il suo telefono e quindi aveva avuto saputo in anticipo ciò che stava per accadere, togliendo a Reynaud il fattore sorpresa. Quando il governo francese si riunì quel pomeriggio a Bordeaux, Reynaud presentò il piano d'unione britannico e - con Georges Mandel - dichiarò la sua determinazione a continuare a combattere, ma gli eventi si stavano muovendo velocemente e la grande offerta britannica non era ormai sufficiente per convincere gli esitanti. Contrariamente all'errato ricordo di Lebrun, nessuna votazione formale sembra essersi svolta tra i ministri domenica 16 giugno. L'esito della riunione non fu chiaro. Dieci ministri volevano combattere mentre sette erano favorevoli a un armistizio, ma tra questi vi erano i due vice primi ministri: Pétain e Chautemps. Anche Weygand preferiva un armistizio. Altri otto ministri erano indecisi, ma alla fine si orientarono verso un armistizio. Questa volta Lebrun accettò con riluttanza le dimissioni di Reynaud e il governo francese - in questo momento storico e fatidico - cadde nelle mani di Pétain e di coloro che erano favorevoli all'armistizio e, in definitiva, alla collaborazione con l'invasore tedesco. De Gaulle in seguito scrisse che Reynaud era "un uomo di grande valore ingiustamente schiacciato da eventi oltre misura".

#### Dopo le dimissioni
Julian Jackson scrive che Reynaud si sentì in colpa per vent'anni per aver lasciato il potere a Pétain e diede spiegazioni sempre più contorte di quanto era accaduto: nonostante il suo stesso spirito combattivo, a parte una breve esitazione il 26 maggio, "non era riuscito a essere Clemenceau (presidente del Consiglio francese della grande guerra del 1917-18), ma perse l'occasione di essere de Gaulle e non se lo perdonò mai". Reynaud in seguito affermò di aver sperato che Pétain si sarebbe dimesso se i termini dell'armistizio fossero stati troppo duri, il che, se vero, era un pio desiderio secondo Jackson. Si sostenne che avrebbe potuto raccogliere una maggioranza di ministri per continuare a combattere, quindi Reynayd in seguito affermò che era troppo grande il peso politico dei "cedevoli", in particolare Pétain e Weygand, i due principali soldati francesi.
Secondo Spears, Reynaud sembrava sollevato di essersi liberato del suo fardello. Immediatamente dopo, sembrava essere in uno stato di negazione, e sperava ancora di incontrare Churchill a Concarneau il 17 giugno (in realtà Churchill, che era alla stazione di Waterloo, aveva annullato i suoi piani di viaggio dopo aver appreso delle dimissioni di Reynaud).
Jules Jeanneney e Édouard Herriot, rispettivamente presidenti del Senato e della Camera dei Deputati, esortarono il presidente della Repubblica Lebrun a riconfermare Reynaud come presidente del Consiglio (tutti e quattro gli uomini volevano continuare la guerra dal Nordafrica). Lebrun sentiva di non avere altra scelta che nominare Pétain, che aveva già una squadra ministeriale pronta, come presidente del Consiglio. Pétain divenne il capo del nuovo governo (l'ultimo della Terza Repubblica), e firmò l'armistizio il 22 giugno.
De Gaulle era tornato a Bordeaux intorno alle 22 del 16 giugno. Andò a trovare Reynaud, che sperava ancora di andare in Nordafrica e rifiutò di andare a Londra. Reynaud aveva ancora il controllo dei fondi segreti del governo fino al passaggio di consegne il giorno successivo e mise a disposizione del denaro de Gaulle. De Gaulle volò a Londra con Edward Spears alle 9 del mattino del 17 giugno e il giorno successivo fece il suo famoso discorso radiofonico, annunciando che avrebbe continuato a combattere. Si è ipotizzato che Reynaud avesse ordinato a de Gaulle di andare a Londra, ma non è mai stata trovata alcuna prova scritta che lo confermi.
Reynaud avrebbe poi accettato provvisoriamente l'offerta di Pétain della carica di ambasciatore francese negli Stati Uniti. Lebrun rifiutò di confermare la nomina, apparentemente perché ammirava Reynaud e voleva evitargli di essere coinvolto nel governo Pétain.

#### L'incidente e l'arresto
Reynaud e de Portes lasciarono l'Hotel Splendid, a Bordeaux, guidando verso sud-est mentre avanzavano le armate tedesche, con l'intenzione di fermarsi alla casa delle vacanze di Reynaud nell'Hérault (altre fonti affermano che erano diretti a casa di sua figlia a Sainte-Maxime) prima di fuggire nel Nordafrica. Il 28 giugno, con Reynaud al volante, la loro Renault Juvaquatre uscì inspiegabilmente di strada e colpì un platano a la Peyrade, vicino a Sète; de Portes morì, quasi decapitata, mentre Reynaud se la cavò con ferite alla testa relativamente lievi. Mentre era ricoverato a Montpellier, Reynaud avrebbe detto a Bill Bullitt, ambasciatore statunitense, "Ho perso il mio paese, il mio onore e il mio amore."
Quando fu dimesso dall'ospedale, Reynaud venne arrestato su ordine di Pétain ed imprigionato a Fort du Portalet. Pétain decise di non mandare Reynaud come imputato al processo di Riom del 1942, ma lo consegnò invece ai tedeschi, che lo trasferirono prima nel campo di concentramento di Sachsenhausen, quindi nel castello di Itter vicino a Wörgl, in Austria, dove rimase con altri prigionieri francesi di alto profilo fino alla liberazione da parte delle truppe alleate il 7 maggio 1945. Il maggiore Josef Gangl, un ufficiale della Wehrmacht che era passato alla resistenza austriaca antinazista, venne ucciso dal proiettile di un cecchino mentre cercava di spostare Reynaud fuori pericolo durante la battaglia per il castello di Itter il 5 maggio 1945.

### La carriera postbellica
Dopo la guerra, Reynaud venne eletto nel 1946 deputato alla Camera. Venne nominato a diversi incarichi di governo nel dopoguerra e rimase una figura di spicco nella politica francese. I suoi tentativi di formare governi nel 1952 e nel 1953 nella turbolenta politica della Quarta Repubblica francese non ebbero successo.
Reynaud sostenne l'idea degli Stati Uniti d'Europa, insieme a un certo numero di eminenti contemporanei. Fu membro dell'Assemblea consultiva del Consiglio d'Europa per dieci anni, dal 1949 al 1959, dove lavorò a fianco dei suoi vecchi alleati in tempo di guerra Churchill, Spaak ed altri per costruire un'Europa unita come un modo per prevenire guerre future e il ripetersi delle atrocità naziste. Reynaud presiedette il comitato consultivo che redasse la costituzione della Quinta Repubblica francese. Nel 1962 criticò aspramente la sostituzione del sistema del collegio elettorale da parte del suo vecchio amico de Gaulle con un voto diretto popolare per l'elezione del presidente. Reynaud lasciò l'incarico lo stesso anno.

## Vita privata
Reynaud era un uomo fisicamente piccolo, con "il volto di un samurai che era stato educato a Cambridge". La sua testa era incassata tra le spalle e aveva "una voce acuta, nasale, metallica" e un portamento "meccanico".
Si sposò una prima volta nel 1912 con Jeanne Anne Henri-Robert, con cui ebbe una figlia, Collette, nata nel 1914. A un certo punto nei primi anni '20, Reynaud venne presentato a Hélène Rebuffel da André Tardieu, un amico di suo padre. Il padre di Rebuffel, tuttavia, era scontento della sua relazione con un uomo sposato, cercava attivamente altri corteggiatori per lei, e alla fine la persuase a sposare il conte Henri de Portes. Dopo che lei ebbe due figli, il matrimonio fallì e quando Reynaud e sua moglie si separarono nel 1938, Hélène de Portes fu la sua amante fino alla sua morte nell'incidente stradale a Frontignan nel 1940. Reynaud e la sua prima moglie divorziarono definitivamente nel 1949. Reynaud sposò poi Christiane Mabire (una delle sue ex assistenti d'ufficio, che lo aveva raggiunto volontariamente al castello di Itter nel 1943) a Versailles nello stesso anno, all'età di 71 anni. Mabire gli aveva già dato un figlio, Serge Paul-Reynaud, nel 1945; ebbero altri due figli: Evelyne, nel 1949, e Alexandre nel 1954.
Reynaud morì il 21 settembre 1966 a Neuilly-sur-Seine, lasciando numerosi scritti.